# سورة الحجر
سورة الحِجْر سُميت بهذا الاسم لاشتمالها على قصة أصحاب الحجر، ولَا يُعْرَفُ لَهَا اسْمٌ غَيْرَهُ، وهي مكية ما عدا الآية 87 فمدنية، وهي من المئين وقيل من مثاني، آياتها 99، وترتيبها في المصحف 15، في الجزء الرابع عشر، نزلت بعد سورة يوسف وَقَبْلَ الْأَنْعَامِ، بدأت بحروف مقطعة ﴿الر تِلْكَ آيَاتُ الْكِتَابِ وَقُرْآنٍ مُبِينٍ ۝١﴾، والحجر مساكن ثمود قوم صالح المعروفة قديمًا بمدينة الحجر، ووجه مناسبتها لما قبلها ظاهر، لأنها افتُتحت بنحو ما افتُتِحَت به السورة التي قبلها بذكر الحروف المقطعة (الر)، وجمعت بين الكلام عن القرآن وذكر بعض القصص ونقاش الكفار والمشركين، ومن هنا كانت المناسبة بينها وبين سورة إبراهيم، ومن أهم ما اشتملت عليه السورة، حوار الله مع إبليس عندما خلق آدم ، والحوار الذي جرى بين إبراهيم  وضيوفه من الملائكة، وحوار لوط  وقومه، والصبر وطاعة الله ورسوله، وأهم مقاصدها، إثبات الحقائق بالدلائل والبراهين.

## التعريف بالسورة وسبب التسمية
تُسمى هذه السورة بسورة الحجر، ولا يُعرف لها اسم غير هذا في المصاحف والتفاسير.
وسبب تسميتها بالحجر؛ لورود هذا اللفظ فيها، دون أن يرد في غيرها، وذلك في قوله تعالى:﴿وَلَقَدْ كَذَّبَ أَصْحَابُ الْحِجْرِ الْمُرْسَلِينَ ۝٨٠﴾ [الحجر:80]، وأصحاب الحجر هم قوم صالح ، إذ كانوا ينزلون الحجر- بكسر الحاء وسكون الجيم - وهو المكان المحجور، أي الممنوع أن يسكنه أحد غيرهم لاختصاصهم به، ويجوز أن يكون لفظ الحجر، مأخوذ من الحجارة، لأن قوم صالح  كانوا ينحتون بيوتهم من أحجار الجبال وصخورها، ويبنون بناءً محكماً جميلاً، قال تعالى حكاية عما قاله نبيهم صالح لهم:﴿وَتَنْحِتُونَ مِنَ الْجِبَالِ بُيُوتًا فَارِهِينَ ۝١٤٩﴾ [الشعراء:149]، ومساكنهم ما زالت آثارها باقية، وتعرف الآن بمدائن صالح، وهي في طريق القادم من المدينة المنورة إلى بلاد الشام أو العكس، وتقع ما بين خيبر وتبوك.

## عدد آيات السورة وكلماتها وحروفها
عدد آياتها: (تسع وتسعون آية) بعدد أسماء الله الحسنى، وليس فيها اختلاف، ولا يوجد فيها شيء مما يشبه الفواصل.
عدد كلماتها: ستمائة وأربعة وخمسون كلمة.
عدد حروفها: فهي على ثلاثة أقوال:
1. الأول: (ألفان وسبعمائة وواحد وسبعون حرفاً).
2. الثاني: (ألفان وسبعمائة وستون حرفاً).
3. الثالث: (ألفان وسبعمائة وسبعون حرفاً).[14]

وسبب الاختلاف في أعدادها يعود إلى أن الكلمة لها حقيقة ومجاز، ولفظ ورسم، واعتبار كلٍ منها جائز، وكلٌ من العلماء اعتبر أحدها على ما هو عنده، فالاختلاف في أقوالهم مردة بالجملة إلى رسم المصاحف المعتمدة لكل رأي، والله أعلم.

## مكان نزول السورة وترتيبها وسبب نزولها

### مكان نزول السورة
سورة الحجر مكية باتفاق، إلا قوله تعالى:﴿وَلَقَدْ آتَيْنَاكَ سَبْعًا مِنَ الْمَثَانِي وَالْقُرْآنَ الْعَظِيمَ ۝٨٧﴾ [الحجر:87]، وهذا القول مروي عن ابن عباس وابن الزبير، أنها نزلت بمكة، وروي ذلك عن قتادة ومجاهد، وفي مجمع البيان عن الحسن؛ أنها مكية إلا قوله تعالى:﴿وَلَقَدْ آتَيْنَاكَ سَبْعًا مِنَ الْمَثَانِي وَالْقُرْآنَ الْعَظِيمَ ۝٨٧﴾ [الحجر:87]، وقوله سبحانه:﴿كَمَا أَنْزَلْنَا عَلَى الْمُقْتَسِمِينَ ۝٩٠ الَّذِينَ جَعَلُوا الْقُرْآنَ عِضِينَ ۝٩١﴾ [الحجر:90–91]، وذكر جلال الدين السيوطي في الإتقان عن بعضهم استثناء الآية الأولى فقط ثم قال: وينبغي استثناء قوله تعالى:﴿وَلَقَدْ عَلِمْنَا الْمُسْتَقْدِمِينَ مِنْكُمْ وَلَقَدْ عَلِمْنَا الْمُسْتَأْخِرِينَ ۝٢٤﴾ [الحجر:24]، لما أخرج الترمذي وغيره في سبب نزولها، وإنها في صفوف الصلاة.

### ترتيب السورة
سورة (الحجر) من حيث النزول، هي السورة (54)، نزلت بعد سورة يوسف.
وأما ترتيبها في المصحف العثماني، فرقمها (15) من حيث ترتيب المصحف، جاءت بعد سورة إبراهيم لأنها تشبهها في الغرض المقصود منها، كما تشبهها في الحروف التي افتُتِحت بها، وقبل سورة النحل لأنه تعالى أمر نبيه في آخرها أن يعبد ربه حتى يأتيه اليقين، وقد افتُتِحت سورة النحل بأن ما وُعدوا به قد أتى وقته وحان حينه.

### وقت النزول
سورة مكية بالإجماع، نَزَلَتْ بَعْدَ سُورَةِ يُوسُفَ وَقَبْلَ سُورَةِ الْأَنْعَامِ، وَمِنَ الْعَجِيبِ اخْتِلَافُهُمْ فِي وَقْتِ نُزُولِ هَذِهِ السُّورَةِ وَهِيَ مُشْتَمِلَةٌ عَلَى آيَةِ فَاصْدَعْ بِما تُؤْمَرُ وَقَدْ نَزَلَتْ عِنْدَ خُرُوجِ النَّبِي ﷺ مِنْ دَارِ الْأَرْقَمِ فِي آخِرِ السَّنَةِ الرَّابِعَةِ مِنْ بَعْثَتِهِ، عَن ابْن الزبير  قَالَ: نزلت سُورَة الْحجر بِمَكَّة.

## ما ورد في سبب نزول بعض آيات السورة
الآيات التي ورد لها سبب نزول في سورة الحجر عددها ست آيات، إلا أنها روايات ضعيفة باسثناء رواية واحدة، وهي التي جاءت في سبب نزول قوله تعالى: ﴿وَلَقَدْ عَلِمْنَا الْمُسْتَقْدِمِينَ مِنْكُمْ وَلَقَدْ عَلِمْنَا الْمُسْتَأْخِرِينَ ۝٢٤﴾ [الحجر:24]، وقد ورد في سبب نزولها روايتين:
- الرواية الأولى: عن ابن عباس، قال: كانت تصلي خلف النبي ﷺ امرأة حسناء في آخر النساء، فكان بعضهم يتقدم إلى الصف الأول لئلا يراها، وكان بعضهم يكون في الصف المؤخر، فإذا ركع قال هكذا ونظر من تحت إبطه - فنزلت:﴿وَلَقَدْ عَلِمْنَا الْمُسْتَقْدِمِينَ مِنْكُمْ وَلَقَدْ عَلِمْنَا الْمُسْتَأْخِرِينَ ۝٢٤﴾ [الحجر:24].
- الرواية الثانية: قال الربيع بن أنس: حرَّض رسول الله ﷺ على الصف الأول في الصلاة، فازدحم الناس عليه، وكان بنو عذرة دورهم قاصية عن المسجد، فقالوا: نبيع دورنا ونشتري دورا قريبة من المسجد، فأنزل الله تعالى هذه الآية.[5]

## خصائص السورة
1. التكفل بحفظ القرآن، وخُصَّت بالتشريف دون باقي السور القرآنية أن عدد آياتها جاء بالإجماع بعدد أسماء وصفات الله  تسع وتسعون آية.
2. انفرادها بميزة الطول النسبي.[20]
3. أنها نزلت تسلية لرسول الله ﷺ حتى يصبر على أذى المشركين المكذبين له.[3]
4. خُصَّت بالتعظيم أن عدد السور القرآنية التي جاءت بعدها في ترتيب المصحف الشريف أيضا تسع وتسعون سورة.
5. وجود أكبر كلمة فيها، ففي الآية:﴿وَأَرْسَلْنَا الرِّيَاحَ لَوَاقِحَ فَأَنْزَلْنَا مِنَ السَّمَاءِ مَاءً فَأَسْقَيْنَاكُمُوهُ وَمَا أَنْتُمْ لَهُ بِخَازِنِينَ ۝٢٢﴾ [الحجر:22]، فأكثر عدد حروف في كلمة واحدة إحدى عشر حرفاً ﴿فَأَسْقَيْنَاكُمُوهُ﴾ [الحجر:22].[21]

## مناسبة السورة لما قبلها وبعدها

### مناسبة السورة لما قبلها
1. من وجوه مناسبة سورة الحجر لما قبلها ظاهر(سورة إبراهيم)، لأن سورة الحجر افتُتحت بنحو ما افتُتِحَت به السورة التي قبلها بذكر الحروف المقطعة (الر)، وقد جمعت بين الكلام عن القرآن وذكر بعض القصص ونقاش الكفار والمشركين، ومن هنا كانت المناسبة بينها وبين سورة إبراهيم.[6]
2. لما في آخر السورة التي قبلها سورة إبراهيم قوله تعالى:﴿هَذَا بَلَاغٌ لِلنَّاسِ وَلِيُنْذَرُوا بِهِ وَلِيَعْلَمُوا أَنَّمَا هُوَ إِلَهٌ وَاحِدٌ وَلِيَذَّكَّرَ أُولُو الْأَلْبَابِ ۝٥٢﴾ [إبراهيم:52]،[22] جاء في أول سورة الحجر التنويه بأنه كتاب مبين،[9] قال البقاعي: "لما ختم التي قبلها بعنوان الكتاب، ابتدأ هذه بشرح ذلك العنوان، وأوله وصفه بأنه جامع والخير كله في الجمع والشر كله في الفرقة، فقال تعالى: {الر تلك} أي هذه الآيات العالية المقام، النفسية المرام {آيات الكتاب} أي الكامل غاية الكمال الذي لا كتاب على الحقيقة غيره، الجامع لجمع ما يقوم به الوجود من الخيرات، القاطع في قضائه من غير شك ولا تردد".[23]
3. سورة الحجر مشتملة على شرح أحوال الكفرة يوم القيامة وودادتهم لو كانوا مسلمين، وقد اشتملت سورة إبراهيم التي قبلها على نحو ذلك.[15]
4. تناسب سورة إبراهيم التي قبلها في أنها مثلها في كونها مكية، فقد جاء في كلتيهما النهي عن الكفر والوعيد بالعقاب عليه، والحث على الإيمان والوعد بالثواب عليه، و تسلية الرسول ﷺ عما أصابه من قومه، إلى غير ذلك من المناسبات التي جمعت بينهما.[24]
5. اتصال أول سورة الحجر بآخر سورة إبراهيم؛ فإنه تعالى لما قال هناك في وصف يوم القيامة:﴿وَبَرَزُوا لِلَّهِ الْوَاحِدِ الْقَهَّارِ ۝٤٨ وَتَرَى الْمُجْرِمِينَ يَوْمَئِذٍ مُقَرَّنِينَ فِي الْأَصْفَادِ ۝٤٩ سَرَابِيلُهُمْ مِنْ قَطِرَانٍ وَتَغْشَى وُجُوهَهُمُ النَّارُ﴾ [إبراهيم:48–50]، قال هنا:﴿رُبَمَا يَوَدُّ الَّذِينَ كَفَرُوا لَوْ كَانُوا مُسْلِمِينَ ۝٢﴾ [الحجر:2]، فأخبر أن المجرمين المذكورين إذا طال مكثهم في النار، ورأوا عصاة المؤمنين الموحدين قد أُخرجوا منها تمنوا أن لو كانوا في الدنيا مسلمين، وذلك وجه حسن في الربط، مع اختتام آخر تلك بوصف الكتاب، وافتتاح هذه به، وذلك من تشابه الأطراف.[25]

### مناسبة السورة لما بعدها
وبين سورة (الحجر) وما بعدها ( سورة النحل) أكثر من مناسبة، أهمها:
1. لما ختم الحجر بالإشارة إلى إتيان اليقين، وهو صالح لموت الكل، ولكشف الغطاء بإتيان ما يوعدون مما يستعجلون به استهزاء من العذاب في الآخرة بعد ما يلقون في الدنيا، ابتدأ هذه بمثل ذلك سواء، غير أنه ختم تلك باسم الرب المفهم للإحسان لطفاً بالمخاطب، وافتتح هذه باسم الأعظم الجامع لجميع معاني الأسماء لأن ذلك أليق بمقام التهديد.[6]
2. أنه تعالى لما قال في سورة الحجر:﴿فَوَرَبِّكَ لَنَسْأَلَنَّهُمْ أَجْمَعِينَ ۝٩٢﴾ [الحجر:92]، كان ذلك تنبيهاً على حشرهم يوم القيامة وسؤالهم عما فعلوه في الدنيا، فقال في سورة النحل:﴿أَتَى أَمْرُ اللَّهِ﴾ [النحل:1]، فإن المراد به على قول الجمهور يوم القيامة، وذكر الجلال السيوطي أن آخر الحجر شديدة الالتئام بأول سورة النحل، فإن قوله سبحانه: ﴿وَاعْبُدْ رَبَّكَ حَتَّى يَأْتِيَكَ الْيَقِينُ ۝٩٩﴾ [الحجر:99]،الذي هو مفسر بالموت ظاهر المناسبة بقوله سبحانه هنا: {أَتى أَمْرُ اللَّهِ}.[15]
3. ولما قال تعالى:﴿وَأَعْرِضْ عَنِ الْمُشْرِكِينَ﴾ [الحجر:94]، وقوله:﴿الَّذِينَ يَجْعَلُونَ مَعَ اللَّهِ إِلَهًا آخَرَ﴾ [الحجر:96]، وقد آل الأمر في نظم الآية إلى أن صار كأنه قيل: "إنه لا يعجل لأنه منزه عن النقص، ولا بد من إنفاذ أمره لأنه متعالٍ عن الكفوء، أو يقال: "لا تستعجلوه لأنه تنزه عن النقص فلا يجعل، وتعالى عن أن يكون له كفوء يدفع ما يريد فلا بد من وقوعه، فهي واقعة موقع التعليل لصدر الآية كما أن صدر الآية تعليل لآخر سورة الحجر.[23]

## مقاصد سورة الحجر
1. إثبات نبوة محمد ﷺ، وإثبات أن القرآن وحي من الله، وإثبات فضله وفضل من أُنزل عليه، وذكر أنه معجز، ورد مطاعن المشركين فيه وفيمن جاء به، وأنهم لم يفقهوه فلذلك أعرضوا عنه.[26]
2. تثبيت فؤاد النبي محمد ﷺ بقصص المرسلين: كبشارة إبراهيم  على الكبر بغلام عليم، ونجاة لوط وأهله من الخسف والدمار، ومصرع قوم لوط بزلزال وحجارة من سجيل، وهلاك أصحاب الأيكة قوم شعيب، وأخذ أصحاب الحجر من قوم صالح بالصيحة الطاغية.[20]
3. أمر النبي ﷺ بأن يصدع بأمر ربه ويبلغ دينه، ولا يكترث بإعراض المشركين، وأن يجنح للصلاة حين يضيق صدره مما يقولونه عنه وعن دعوة الحق، وأن يظل على ما هو عليه من عبادة ربه حتى يأتيه اليقين.[26]
4. بيان إن الكفر ملة واحدة، وإن أساليب التعنت والعناد لدى الكافرين متماثلة، وما صورة مشركي مكة إلا مرآة للمكذبين من كل جيل: لو خرق الله لهم السماء، وفتح لهم فيها باباً، وأعد لهم فيها معراجاً، ومكنهم من اختراق حجابها، وصدع بابها، والصعود في معراجها، لكابروا بلا حياء.[20]
5. إثبات دلائل تفرد الله بالإلهية، والاستدلال بآية الليل والنهار وما فيهما من المنن على إثبات الوحدانية، والتذكير بالنعم التي سخرها الله للناس، وما فيها من الدلائل على تفرده بتدبير الخلق، وما تقتضيه من شكر المنعم وترك شكر غيره، وتنزيهه عن اتخاذ بنات له، وإظهار فضائل من شريعة الإسلام وحكمته، وما علمه الله المسلمين من آداب المعاملة نحو ربهم سبحانه، ومعاملة بعضهم مع بعض، والحكمة في سيرتهم وأقوالهم، ومراقبة الله في ظاهرهم وباطنهم.[26]
6. بيان أنه تعالى لم يخلق السماء والأرض وما بينهما عبثا، وأن الساعة آتية، وأن على النبي ﷺ أن يصفح عن قومه ويسرى عن نفسه، حتى يؤمر في شأنهم بما يمكنه منهم، وبيان أنه تعالى آتى نبيه ﷺ سبعاً من المثاني والقرآن العظيم، وأنه بما اشتمل عليه من الهدى يغنيه عن التطلع إلى الدنيا، فإن الآخرة خير له من الأولى.[26]

## المحتوى العام للسورة
احتوت سورة الحجر على جملة من الموضوعات، ومن أهمها:
مناقشة الكفار والمشركين الذين كذبوا بالرسل وبما أتوا به من آيات، نبي الله نوح  إلى خاتم النبيين:﴿وَلَقَدْ أَرْسَلْنَا مِنْ قَبْلِكَ فِي شِيَعِ الْأَوَّلِينَ ۝١٠ وَمَا يَأْتِيهِمْ مِنْ رَسُولٍ إِلَّا كَانُوا بِهِ يَسْتَهْزِئُونَ ۝١١﴾ [الحجر:10–11].
إيراد الأدلة والبراهين على وجود الله تعالى من خلق السموات والأرض وخلق الإنسان، ومشاهد الرياح اللواقح، والحياة والموت، والحشر والنشر، وتحدثت أيضاً عن حكمة خلق الموجودات: وهي عبادة الله وإقامة العدل وإرساء دعائم النظام في الحياة، صدق الوحي على النبي ﷺ:﴿مَا نُنَزِّلُ الْمَلَائِكَةَ إِلَّا بِالْحَقِّ وَمَا كَانُوا إِذًا مُنْظَرِينَ ۝٨﴾ [الحجر:8]، إلى قوله تعالى:﴿إِنَّا نَحْنُ نَزَّلْنَا الذِّكْرَ وَإِنَّا لَهُ لَحَافِظُونَ ۝٩﴾ [الحجر:9].
ثم الإشارة لنظرية ظلمة السماء:﴿وَلَوْ فَتَحْنَا عَلَيْهِمْ بَابًا مِنَ السَّمَاءِ فَظَلُّوا فِيهِ يَعْرُجُونَ ۝١٤ لَقَالُوا إِنَّمَا سُكِّرَتْ أَبْصَارُنَا بَلْ نَحْنُ قَوْمٌ مَسْحُورُونَ ۝١٥﴾ [الحجر:14–15].
ثم بعد ذلك قصة آدم وإبليس المعبّرة عن الطاعة والرفض، بامتثال الملائكة أمر الله بالسجود لآدم وتعظيمه، وأمر إبليس بالسجود له وعصيانه الأمر:﴿فَقَعُوا لَهُ سَاجِدِينَ ۝٢٩ فَسَجَدَ الْمَلَائِكَةُ كُلُّهُمْ أَجْمَعُونَ ۝٣٠ إِلَّا إِبْلِيسَ أَبَى أَنْ يَكُونَ مَعَ السَّاجِدِينَ﴾ [الحجر:29–31]، ووصف حال أهل الشقاوة والنار، وأهل السعادة والتقوى والجنة..
والخلاصة: فقد احتوت السورة على دلائل التوحيد، وأحوال القيامة، وصفة الأشقياء والسعداء، وبعض قصص الأنبياء، وأفضال الله على نبيه المصطفى ﷺ.

## موضوعات السورة
يمكن تقسيم سياق السورة هنا إلى ست جولات، أو خمسة مقاطع، يتضمن كل منها موضوعاً أو مجالاً:
1. وتتضمن الجولة الأولى بيان سنة الله التي لا تتخلف في الرسالة والإيمان بها والتكذيب، مبدوءة بذلك الإنذار الضمني الملفع بالتهويل ﴿رُبَمَا يَوَدُّ الَّذِينَ كَفَرُوا لَوْ كَانُوا مُسْلِمِينَ ۝٢﴾ [الحجر:2] ومنتهية بأن المكذبين إنما يكذبون عن عناد لا عن نقص في دلائل الايمان ﴿وَلَوْ فَتَحْنَا عَلَيْهِمْ بَابًا مِنَ السَّمَاءِ فَظَلُّوا فِيهِ يَعْرُجُونَ ۝١٤ لَقَالُوا إِنَّمَا سُكِّرَتْ أَبْصَارُنَا بَلْ نَحْنُ قَوْمٌ مَسْحُورُونَ ۝١٥﴾ وأنهم جميعاً من طراز واحد: ﴿وَلَقَدْ أَرْسَلْنَا مِنْ قَبْلِكَ فِي شِيَعِ الْأَوَّلِينَ ۝١٠ وَمَا يَأْتِيهِمْ مِنْ رَسُولٍ إِلَّا كَانُوا بِهِ يَسْتَهْزِئُونَ ۝١١ كَذَلِكَ نَسْلُكُهُ فِي قُلُوبِ الْمُجْرِمِينَ ۝١٢ لَا يُؤْمِنُونَ بِهِ وَقَدْ خَلَتْ سُنَّةُ الْأَوَّلِينَ ۝١٣﴾ [الحجر:10–13].
2. وتعرض الجولة الثانية بعض آيات الله في الكون: في السماء وفي الأرض وما بينهما، وقد قدرت بحكمة وأنزلت بقدر: ﴿وَلَقَدْ جَعَلْنَا فِي السَّمَاءِ بُرُوجًا وَزَيَّنَّاهَا لِلنَّاظِرِينَ ۝١٦ وَحَفِظْنَاهَا مِنْ كُلِّ شَيْطَانٍ رَجِيمٍ ۝١٧ إِلَّا مَنِ اسْتَرَقَ السَّمْعَ فَأَتْبَعَهُ شِهَابٌ مُبِينٌ ۝١٨ وَالْأَرْضَ مَدَدْنَاهَا وَأَلْقَيْنَا فِيهَا رَوَاسِيَ وَأَنْبَتْنَا فِيهَا مِنْ كُلِّ شَيْءٍ مَوْزُونٍ ۝١٩ وَجَعَلْنَا لَكُمْ فِيهَا مَعَايِشَ وَمَنْ لَسْتُمْ لَهُ بِرَازِقِينَ ۝٢٠ وَإِنْ مِنْ شَيْءٍ إِلَّا عِنْدَنَا خَزَائِنُهُ وَمَا نُنَزِّلُهُ إِلَّا بِقَدَرٍ مَعْلُومٍ ۝٢١ وَأَرْسَلْنَا الرِّيَاحَ لَوَاقِحَ فَأَنْزَلْنَا مِنَ السَّمَاءِ مَاءً فَأَسْقَيْنَاكُمُوهُ وَمَا أَنْتُمْ لَهُ بِخَازِنِينَ ۝٢٢﴾ [الحجر:16–22] وإلى الله مرجع كل شيء وكل أحد في الوقت القدر المعلوم: ﴿وَإِنَّا لَنَحْنُ نُحْيِي وَنُمِيتُ وَنَحْنُ الْوَارِثُونَ ۝٢٣ وَلَقَدْ عَلِمْنَا الْمُسْتَقْدِمِينَ مِنْكُمْ وَلَقَدْ عَلِمْنَا الْمُسْتَأْخِرِينَ ۝٢٤ وَإِنَّ رَبَّكَ هُوَ يَحْشُرُهُمْ إِنَّهُ حَكِيمٌ عَلِيمٌ ۝٢٥﴾ [الحجر:23–25].

- أما الجولة الثالثة فتعرض قصة البشرية وأصل الهدي والغواية في تركيبها وأسبابها الأصلية، ومصير الغاوين في النهاية والمهتدين، وذلك في خلق آدم من صلصال من حمأ مسنون والنفخ من روح الله في هذا الطين، ثم في غرو إبليس واستكباره وتوليه الغاوين دون المخلصين.
- والجولة الرابعة في مصارع الغابرين من قوم لوط وشعيب وصالح، ﴿نَبِّئْ عِبَادِي أَنِّي أَنَا الْغَفُورُ الرَّحِيمُ ۝٤٩ وَأَنَّ عَذَابِي هُوَ الْعَذَابُ الْأَلِيمُ ۝٥٠﴾ [الحجر:49–50] ثم يتتابع القصص، يجلو رحمة الله مع إبراهيم ولوط، وعذابه لأقوام لوط وشعيب وصالح.. ملحوظاً في هذا القصص أنه يعرض على قريش مصارع أقوام يمرون على أرضهم في طريقهم إلى الشام ويرون آثارهم.

- أما الجولة الخامسة والأخيرة فتكشف عن الحق الكامن في خلق السماوات والأرض المتلبس بالساعة وما بعدها من ثواب وعقاب، المتصل بدعوة الرسول ﷺ فهو الحق الأكبر الشامل للكون كله، وللبدء والمصير: ﴿وَمَا خَلَقْنَا السَّمَاوَاتِ وَالْأَرْضَ وَمَا بَيْنَهُمَا إِلَّا بِالْحَقِّ وَإِنَّ السَّاعَةَ لَآتِيَةٌ فَاصْفَحِ الصَّفْحَ الْجَمِيلَ ۝٨٥ إِنَّ رَبَّكَ هُوَ الْخَلَّاقُ الْعَلِيمُ ۝٨٦ وَلَقَدْ آتَيْنَاكَ سَبْعًا مِنَ الْمَثَانِي وَالْقُرْآنَ الْعَظِيمَ ۝٨٧﴾ [الحجر:85–87].[28]

## الناسخ والمنسوخ في السورة
ذكر العلماء من الآيات التي ادعي عليها النسخ في سورة الحجر خمس آيات:
1. قوله تعالى:﴿ذَرْهُمْ يَأْكُلُوا وَيَتَمَتَّعُوا وَيُلْهِهِمُ الْأَمَلُ فَسَوْفَ يَعْلَمُونَ ۝٣﴾ [الحجر:3]، منسوخة بآية السيف.
2. قوله تعالى: ﴿وَمَا خَلَقْنَا السَّمَاوَاتِ وَالْأَرْضَ وَمَا بَيْنَهُمَا إِلَّا بِالْحَقِّ وَإِنَّ السَّاعَةَ لَآتِيَةٌ فَاصْفَحِ الصَّفْحَ الْجَمِيلَ ۝٨٥﴾ [الحجر:85].
3. قوله تعالى:﴿لَا تَمُدَّنَّ عَيْنَيْكَ إِلَى مَا مَتَّعْنَا بِهِ أَزْوَاجًا مِنْهُمْ وَلَا تَحْزَنْ عَلَيْهِمْ وَاخْفِضْ جَنَاحَكَ لِلْمُؤْمِنِينَ ۝٨٨﴾ [الحجر:88]، منسوخة بآية السيف، وقوله تعالى: ﴿وَأَعْرِضْ عَنِ الْمُشْرِكِينَ﴾ [الحجر:94]، أي اكفف عن حربهم ولا تبال بهم، منسوخة بآية السيف،[29]
4. قوله تعالى:﴿وَقُلْ إِنِّي أَنَا النَّذِيرُ الْمُبِينُ ۝٨٩﴾ [الحجر:89]، زعم بعض العلماء أن معناها دون اللفظ، نُسِخ بآية السيف.
5. قوله تعالى:﴿وَأَعْرِضْ عَنِ الْمُشْرِكِينَ﴾ [الحجر:94]، وهذه آية غريبة، لأن نصفها الأول محكم، وهو قوله تعالى: {فاصدع بما تؤمر}، والنصف الآخر منسوخ من قوله تعالى: ﴿وَأَعْرِضْ عَنِ الْمُشْرِكِينَ﴾ [الحجر:94]، فقد ورد عن ابن عباس أن هذه الآية منسوخة بآية السيف.[6]

## اللغة والبلاغة في السورة

### اللغة في سورة الحجر
(نَسْلُكُهُ): ندخله يقال سلكت الخيط في الإبرة وأسلكته إذا أدخلته فيها وفي المختار: «السلك بالكسر الخيط وبالفتح مصدر سلك الشيء في الشيء فانسلك أي أدخله فيه فدخل وبابه نصر قال الله تعالى: ﴿كَذَلِكَ نَسْلُكُهُ فِي قُلُوبِ الْمُجْرِمِينَ ۝١٢﴾ [الحجر:12] واسلك لغة فيه» وفي القاموس وغيره: سلك يسلك بضم اللام في المضارع سلكا وسلوكا المكان دخل فيه والطريق سار فيه متبعا إياه وأسلك الشيء في الشيء أدخله فيه كما يسلك الخيط في الإبرة وسلكه المكان وأسلكه المكان وفيه وعليه أدخله فيه.
(بُرُوجاً): البروج: القصور والمنازل، وأصل البروج: الظهور، يقال: تبرجت المرأة: إذا أظهرت زينتها، والمراد هنا النجوم العظام ونجوم البروج الاثني عشر المعروفة أي منازل الشمس والقمر والكواكب السيّارة الأخرى، وهي اثنا عشر برجا مختلفة الهيئات والخواص، على ما دل عليه الرصد والتجربة، مع بساطة السماء.
(اسْتَرَقَ السمع): واستراق السمع: سرقته، صيغ وزن الافتعال للتكلف، ومعنى استراقه الاستماع بخفية من المتحدث كأن المستمع يسرق من المتكلم كلامه الذي يخفيه عنه.
(شِهابٌ): لهب محرق وهو شعلة نار ساطعة وقد يطلق على الكواكب والسنان لما فيهما من البريق.
(مَعايِشَ):  جمع معيشة أي ما يعيش عليه الإنسان من الأغذية.
{لواقح}: قال ابن العربي المالكي: في معناها ثلاثة أقوال:
1. الأول: تلقح الشجر والسحاب، وجمعت على حذف الزائد.
2. الثاني: أنه موضوع على النسب، أي ذات لقح ولقاح.
3. الثالث: أن {لواقح} جمع لاقح، أي حامل، وسميت بذلك؛ لأنها تحمل السحاب، والعرب تقول للجنوب لاقح وحامل، وللشمال حائل وعقيم، ويشهد له قوله:﴿حَتَّى إِذَا أَقَلَّتْ سَحَابًا ثِقَالًا﴾ [الأعراف:57]، معناه: حملت، وأقوى الوجه فيه النسبة.[34]

(الصلصال): الصلصال الطين اليابس الذي يصلصل وهو غير مطبوخ، وإذا طبخ فهو فخار، قالوا: إذا توهمت في صوته مدا فهو صليل، وإذا توهمت فيه ترجيعا فهو صلصلة، قال المفسرون: خلق الله تعالى آدم  من طين فصوره وتركه في الشمس أربعين سنة، فصار صلصالا كالخزف ولا يدري أحد ما يراد به، ولم يروا شيئا من الصور يشبهه إلى أن نفخ فيه الروح، وحقيقة الكلام أنه تعالى خلق آدم  من طين على صورة الإنسان فجف فكانت الريح إذا مرت به سمع له صلصلة فلذلك سماه الله تعالى صلصالاً.
(سِجِّيلٍ): طين طبخ بالنار، و(لِلْمُتَوَسِّمِينَ): للمتفرسين والمعتبرين المتأملين والتوسم تفعل من الوسم والتوسم أصله التثبت والتفكر مأخوذ من الوسم وهو التأثير بحديدة في جلد البقر أو غيره، وقال ثعلب: الواسم الناظر إليك من فرقك الى قدمك.

### البلاغة في سورة الحجر
تشبيه تمثيلي: ففي قوله تعالى: ﴿كَذَلِكَ نَسْلُكُهُ فِي قُلُوبِ الْمُجْرِمِينَ ۝١٢ لَا يُؤْمِنُونَ بِهِ وَقَدْ خَلَتْ سُنَّةُ الْأَوَّلِينَ ۝١٣ وَلَوْ فَتَحْنَا عَلَيْهِمْ بَابًا مِنَ السَّمَاءِ فَظَلُّوا فِيهِ يَعْرُجُونَ ۝١٤ لَقَالُوا إِنَّمَا سُكِّرَتْ أَبْصَارُنَا بَلْ نَحْنُ قَوْمٌ مَسْحُورُونَ ۝١٥﴾ [الحجر:12–15]، تشبيه تمثيلي للعناد المستحوذ عليهم واللدد الراسخ في صدورهم وتفصيل ذلك أن الله تعالى سلك القرآن في قلوبهم وأدخله في سويداءاتها كما سلك ذلك في قلوب المؤمنين المصدقين فكذب به هؤلاء وصدّق به هؤلاء كل على علم وبينة ليهلك من هلك عن بينة ويحيا من حيّ عن بينة ولئلا يكون للكفار على الله حجة بأنهم ما فهموا وجوه الاعجاز كما فهمها من آمن فأعلمهم الله تعالى من الآن، وهم في مهلة وإمكان: انهم ما كفروا إلا على علم معاندين باغين ليكون أدحض لأية حجة يختلقونها وأنقى لكل ادعاء يخرصون به.
استعارة تخييلية: وذلك في قوله تعالى:﴿وَإِنْ مِنْ شَيْءٍ إِلَّا عِنْدَنَا خَزَائِنُهُ﴾ [الحجر:21]، ففي الآية تمثيل لكمال قدرته، شبه قدرته تعالى على كل شيء بالخزائن المودع فيها الأشياء، ويخرج منها كل شيء على وفق حكمته.
استفهام توبيخ: فالجملة في قوله تعالى:﴿مَا لَكَ أَلَّا تَكُونَ مَعَ السَّاجِدِينَ﴾ [الحجر:32]، استفهام توبيخ، ومعناه أي شيء ثبت لك، أي متمكنا منك، لأن اللام تفيد الملك.
استعارة مكنية: وذلك في قوله:﴿فَاصْدَعْ بِمَا تُؤْمَرُ﴾ [الحجر:94]، ففي هذه الآية استعارة مكنية، فالمستعار منه الزجاجة، والمستعار الصدع وهو الشق، والمستعار له هو عقوق المكلفين وهو من استعارة المحسوس للمعقول، والمعنى صرح بجميع ما أوحي إليك، وبين كل ما أمرت ببيانه، وإن شق ذلك على بعض القلوب فانصدعت، والمشابهة بينهما فيما يؤثره التصديع في القلوب، فيظهر أثر ذلك على ظاهر الوجوه من التقبض والانبساط، ويلوح عليها من علامات الإنكار والاستبشار، كما يظهر ذلك على ظاهر الزجاجة المصدوعة، فانظر الى هذه الاستعارة ما أروعها وما أبعد دلائلها ومراميها، وما أوجزها، لأنها وقعت في ثلاث كلمات انطوت على ما يستوعب الصفحات".

## القراءات لبعض الكلمات في السورة
قوله تعالى: (رُبَمَا يَوَدُّ): اختلفوا في: (ربما)، فقرأ المدنيان، وعاصم بتخفيف الباء، وقرأ الباقون بتشديدها.
قوله تعالى: (ما ننزل): قرأ حفص وحمزة والكسائي وخلف: بنونين الأولى مضمومة والثانية مفتوحة وكسر الزاي (الملائكة) بالنصب، وأبو بكر بالتاء مضمومة وفتح النون والزاي والملائكة بالرفع، والباقون كذلك إلا أنهم يفتحون التاء.
قوله تعالى: {مَا نُنَزِّلُ}: قرأ حمزة والكسائي، وحفص عن عاصم، وخلف {مَا نُنَزِّلُ} بالنون والتشديد {الْمَلَائِكَةَ} بالنصب، وقرأ عاصم في رواية أبي بكر {مَا نُنَزِّلُ} بضم التاء وفتح الزاي {الْمَلَائِكَةَ} بالرفع. وقرأ الباقون {تُنَزَّلَ} بفتح التاء {الْمَلَائِكَةَ} بالرفع.
قوله تعالى: {وَعُيُونٍ ادْخُلُوها}: قرأ نافع وأبو عمرو وهشام وحفص بضم العين، والباقون بالكسر، وقرأ بكسر نون التنوين في الوصل أبو عمرو وابن ذكوان وعاصم وحمزة، والباقون بالضم، وفي قوله تعالى: {نَبِّئْ عِبادِي أَنِّي أَنَا}: قرأ نافع وابن كثير وأبو عمرو بفتح الياء من عبادي وأني، والباقون بالسكون، وأما الهمزة من نبئ فلم يبدلها إلا حمزة في الوقف فقط وكذا الهمزة من نبئهم ونقل عن حمزة كسر الهاء في الوقف.
قوله تعالى:﴿قَالَ أَبَشَّرْتُمُونِي عَلَى أَنْ مَسَّنِيَ الْكِبَرُ فَبِمَ تُبَشِّرُونَ ۝٥٤﴾ [الحجر:54]: قرأ نافع وحده ﴿قَالَ أَبَشَّرْتُمُونِي عَلَى أَنْ مَسَّنِيَ الْكِبَرُ فَبِمَ تُبَشِّرُونَ ۝٥٤﴾ [الحجر:54] خفيفة النون مكسورة، وقرأ ابن كثير وحده {فَبِمَ تُبَشِّرُونَ} مشددة النون مكسورة، وقرأ الباقون {فَبِمَ تُبَشِّرُونَ} مفتوحة النون خفيفة، وروى أبو علي الضرير عن روح وجماعة عن يعقوب {فَبِمَ تُبَشِّرُونَ} بإثبات الياء.
قوله تعالى:﴿قَالَ وَمَنْ يَقْنَطُ مِنْ رَحْمَةِ رَبِّهِ﴾ [الحجر:56]: قرأ أبو عمرو والكسائي وخلف {قَالَ وَمَنْ يَقْنَطُ مِنْ رَحْمَةِ رَبِّهِ} بكسر النون وكذلك {يَقْنَطُونَ} و {لَا تَقْنَطُوا} بكسر النون حيث كان، وقرأ الباقون {وَمَنْ يَقْنَطُ} و {يَقْنَطُونَ} و {لَا تَقْنَطُوا} كله بفتح النون.
قوله تعالى: ﴿فَاصْدَعْ بِمَا تُؤْمَرُ﴾ [الحجر:94]: قرأ حمزة والكسائي بإشمام الصاد الساكنة قبل الدال كالزاي، والباقون بالصاد الخالصة.

## الفوائد الفقهية في السورة
- الفائدة الأولى: في قوله تعالى:﴿وَلَقَدْ عَلِمْنَا الْمُسْتَقْدِمِينَ مِنْكُمْ وَلَقَدْ عَلِمْنَا الْمُسْتَأْخِرِينَ ۝٢٤﴾ [الحجر:24]، وفيها ثلاث مسائل:
  1. المسألة الأولى: مسألة أول الوقت في الصلاة: ففي هذه الآية دلالة على فضل أول الوقت في الصلاة خاصة، وعلى فضل المبادرة إلى سائر الأعمال والمسارعة إليها عامة.
  2. المسألة الثانية: فضل الصف الأول في الصلاة: يقول النبي ﷺ: «لو يعلمون ما في الصف الأول ثم لم يجدوا إلا أن يستهموا لاستهموا عليه»، فإذا جاء الرجل المسجد عند الزوال فنزل في الصف الأول مما يلي الإمام، فقد حاز ثلاث مراتب في الفضل: أول الوقت، والصف الأول، ومجاورة الإمام. فإن جاء عند الزوال ونزل في الصف الآخر أو فيما نزل عن الأول فقد حاز فضل أول الوقت، وفاته فضل الصف الأول والمجاورة.
  3. المسألة الثالثة: تدل هذه الآية أيضاً على فضل الصف الأول في الصلاة، فكذلك تدل على فضل الصف الأول في القتال؛ فإن القيام في نحر العدو، وبيع النفس من الله تعالى لا يوازنه عمل فالتقدم إليه أفضل، ولا خلاف فيه ولا خفاء به، فلم يكن أحد يتقدم في الحرب بين يدي رسول الله ﷺ؛ لأنه كان أشجع الناس، قال البراء: «كنا إذا حمي البأس اتقينا برسول الله ﷺ».[34]

- الفائدة الثانية: في قوله تعالى:﴿فَسَبِّحْ بِحَمْدِ رَبِّكَ وَكُنْ مِنَ السَّاجِدِينَ ۝٩٨﴾ [الحجر:98]، قال الطبري: "وفي قوله تعالى: (فَسَبِّحْ بِحَمْدِ رَبِّكَ)، يقول: فافزع فيما نابك من أمر تكرهه منهم إلى الشكر لله والثناء عليه والصلاة، يكفك الله من ذلك ما أهمّك، وهذا نحو الخبر الذي رُوي عن رسول الله ﷺ، أنه كان إذا حَزَبَه أمر فَزِع إلى الصلاة.[40]

## المؤلفات في السورة
1. روايات أسباب النزول في سورة الحجر –دراسة تحليلية-، عطيرة ثائر عبد الحفيظ عبد الحافظ، الناشر: المعرفة الأكاديمية 2020م.
2. دراسة أسلوبية في سورة الحجر، معمر زكي علي موسى، رسالة ماجستير في قسم اللغة العربية وآدابها بالجامعة الأردنية، كلية الدراسات العليا، كانون الثاني 2010م.
3. المحفوظات الواردة في سورة الحجر، د. حامد بن عدنان الأنصاري، الناشر: مجلة تدبر، العدد الحادي عشر، محرم 1443هـ، أغسطس 2021م.
4. سورة الحجر – دراسة وتحليل-، د. قتيبة فوزي جسام عبد الواحد الراوي، الناشر: دار الزمان للنشر والتوزيع، المدينة المنورة، الطبعة الأولى، 1432هـ - 2011م.
5. الإعجاز البياني في القرآن الكريم دراسة لغوية أسلوبية في سورة الحجر نموذجاً، د. سمية حسن عليان، جامعة أصفهان – كلية اللغات الأجنبية، بدون تاريخ.
6. حسن التخلص في سورة الحجر –دراسة تحليلية-، سامية بنت عطية الله المعبدي، مجلة العلوم الإسلامية الدولية، المجلد السادس، العدد الأول، 2022م.
7. حفظ الله تعالى في سورة الحجر –دراسة تطبيقية-، د. محمد بن رزق الرحيلي، المجلة لعلمية لكلية القرآن الكريم للقراءات وعلومها بطنطا، العدد الثاني، 1443هـ – 2022م.

## وصلات خارجية
- سورة الحجر: تجويد-تفسير - موقع Altafsir.com
- سورة الحجر مكتوبة بالرسم العثماني